# ماماتایوو
ماماتایوو (انگلیسی: Mamatayevo) یک شهرک در شهرستان تاتیشلینسکی استان باشقیرستان کشور روسیه است.